# Câu chuyện đồ chơi 2
Câu chuyện đồ chơi 2 là bộ phim hoạt hình được đồ họa và vẽ bằng máy tính 3D do Mỹ sản xuất năm 1999. Đây là phần tiếp theo của Câu chuyện đồ chơi.

## Nội dung
Woody chuẩn bị được tham dự trại hè cao bồi cùng với cậu chủ Andy, tuy nhiên cánh tay phải của anh vô tình bị gãy. Andy quyết định để anh ở nhà và mẹ của cậu đặt Woody lên giá. Ngày hôm sau, Woody phát hiện ra Wheezy, một chú chim cánh cụt đồ chơi squeaky toy bị bỏ quên trên giá hàng tháng liền vì bị hỏng chút chít. Khi mẹ Andy mang Wheezy xuống dưới nhà để bán đồ cũ, Woody quyết định cứu chú. Mặc dù cứu được chú chim cánh cụt nhưng Woody vô tình bị một nhà sưu tập đồ chơi tham lam lấy trộm, đưa về căn hộ ở tầng 23, tầng trên cùng một chung cư cao tầng. Buzz Lightyear và các đồ chơi khác của Andy đã xác định danh tính tên trộm là một nhà kinh doanh có tên Al McWhiggin, chủ cửa hàng đồ chơi có tên Al's Toy Barn. Buzz, Hamm, Mr. Potato Head, Slinky Dog và Rex lập nên một nhóm đi cứu Woody.
Tại căn hộ của Al, Woody biết được rằng anh chính là một vật sưu tập có giá trị từ một chương trình rối trên truyền hình trong thập niên 1950 có tên gọi Woody's Roundup và đang có kế hoạch bị bán cho một bảo tàng đồ chơi ở Tokyo. Các đồ chơi khác trong chương trình này: Jessie, chú ngựa của Woody là Bullseye và Stinky Pete đều háo hức được đi, nhưng Woody muốn quay về nhà vì anh vẫn là một đồ chơi của Andy. Jessie lấy làm thất vọng vì bảo tàng chỉ hứng thú với bộ sưu tập đầy đủ, không có Woody và họ sẽ lại bị cất vào kho nếu Woody không đi cùng. Khi cánh tay Woody bị gãy rời ra, anh cố gắng lấy lại nó từ túi áo của Al và tẩu thoát nhưng thất bại vì ai đó đã bật ti vi của Al lên khi ông ta đang ngủ. Sáng hôm sau, một thợ sửa đồ chơi đã đến khâu lại cánh tay và lau chùi Woody. Anh biết được rằng Jessie từng là đồ chơi yêu thích của một cô bé tên Emily, giờ đã lớn và bỏ Jessie đi. Stinky Pete cảnh cáo Woody rằng điều tương tự cũng sẽ xảy ra khi Andy lớn lên, do đó anh nên đến bảo tàng. Điều này đã thuyết phục được Woody ở lại khi tin rằng mọi đồ chơi đến một lúc nào đó đều bị chủ của chúng loại bỏ.
Trong khi đó, Buzz và những đồ chơi khác đã đến được cửa hàng Al's Toy Barn. Khi tìm kiếm Woody, Buzz bị một Buzz thế hệ mới với thắt lưng tiện dụng cầm tù trong một hộp đựng đồ chơi. Buzz thế hệ mới này nghĩ anh ta đích thực là một siêu nhân, đã gia nhập vào nhóm giải cứu và làm các đồ chơi tưởng rằng đó vẫn là Buzz cũ. Sau khi biết được kế hoạch của Al, các đồ chơi tìm đường lên được căn hộ của ông ta bằng đường thang máy. Sau một thời gian, Buzz thực sự giải thoát và đuổi theo nhóm bạn, đã vô tình giải phóng đồ chơi Zurg. Zurg liền đuổi theo nhằm tiêu diệt Buzz. Sau khi các đồ chơi tìm được Woody, Buzz nhập bọn và chứng tỏ được rằng mình mới là đồ chơi của Andy. Thế nhưng Woody từ chối về nhà. Buzz nhắc Woody về mục đích thực sự của một đồ chơi và cảnh báo anh rằng nếu vào bảo tàng thì anh sẽ không bao giờ được trẻ con chơi nữa. Sau khi xem cảnh một cậu bé chơi với mình trên truyền hình, Woody thay đổi ý kiến và đề nghị các đồ chơi Roundup đi cùng với mình trở về nhà Andy. Tuy nhiên Stinky Pete không đồng ý và chặn Woody lại. Pete cũng là người khiến ý định tẩu thoát của Woody thất bại vào đêm hôm trước. Ông ta muốn tới Nhật Bản vì là một đồ chơi ế, nằm mãi trên giá và không được ai mua. Do đó Al trở lại và mang các đồ chơi ra sân bay để đến Nhật.
Các đồ chơi của Andy đuổi theo Al nhằm giải cứu Woody còn Buzz mới chọn việc ở lại với Zurg, người đối chất với họ trên thang máy và nhận ra mình là cha của Buzz. Cùng với ba đồ chơi Aliens, họ lấy trộm một chiếc xe tải chở hàng của Pizza Planet và đi theo Al đến tận sân bay. Họ vào tận hệ thống băng chuyền tải hành lý để giải cứu Woody. Khi ngăn chặn Woody chạy trốn, Stinky Pete đã làm rách tay của Woody, nhưng đã bị các đồ chơi của Andy nhét vào một ba lô Barbie của một cô bé, để trở thành đồ chơi của cô bé đó. Các đồ chơi đã cứu được Bullseye, nhưng Jessie bị chui vào thùng hàng để lên máy bay tới Nhật Bản. Với sự hỗ trợ của Buzz và Bullseye, Woody giải cứu được Jessie và các đồ chơi lên đường trở về nhà.
Khi Andy trở về nhà sau trại hè, cậu chấp nhận Jessie, Bullseye và các Alien là đồ chơi mới, nghĩ rằng mẹ cậu đã mua chúng. Cậu cũng sửa lại tay cho Woody. Các đồ chơi biết được trên truyền hình rằng công việc kinh doanh của Al bị ảnh hưởng vì thất bại trong vụ bán các đồ chơi Roundup. Woody nói với Buzz rằng anh không lo lắng nếu Andy bỏ rơi anh, vì nếu có điều đó xảy ra thì anh và Buzz vẫn tiếp tục ở bên nhau. Kết thúc phim là Wheezy, với giọng đã được sửa, trình diễn bài hát "You've Got a Friend in Me" theo phong cách Frank Sinatra.

## Sản xuất
Toy Story 2 vốn chỉ là dự án phim được sản xuất để in thành video. Nhưng khi chiếu thử vài cảnh, các nhà làm phim thấy rất ưng ý nên chuyển thành dự án phim phát hành ngoài rạp. Rất nhiều ý tưởng dành cho Toy Story nhưng chưa thành nay được áp dụng trong phần tiếp theo. Ngoài ra, trong Toy Story 2 có rất nhiều cảnh được lặp lại giống như phần đầu. Ví dụ như đoạn Jessie đụng độ với Woody, anh chàng cao bồi nằm dưới đất, còn cô nàng gan dạ chống chân lên lưng anh ta, bẻ quặt cánh tay ra sau. Cảnh này hoàn toàn trùng hợp với chi tiết Buzz Lightyear đánh nhau với Woody trong trạm xăng trong Toy Story 1. Rồi Buzz Lightyear hét lên với Woody rằng: "Anh là một món đồ chơi!" giống như cách Woody quát vào mặt Buzz ở phần đầu.
Nếu để ý kỹ, khán giả sẽ thấy khá nhiều chi tiết liên quan đến phim hoạt hình A Bug’s Life xuất hiện trong Toy Story 2. Đầu tiên là bộ lịch treo trong phòng của Andy có hình ảnh các nhân vật của A Bug’s Life. Rồi đến cuốn truyện mà bà Potato Head đọc cho đám trẻ chính là A Bug’s Life. Và chú sâu bướm Heimlich trong hoạt hình này cũng có một "vai diễn" với Toy Story 2, nó bò lên chiếc ghế trước khi bị Buzz cắt đôi ra. Còn trong kho của Al Whigghin thì la liệt đồ chơi hình nhân vật A Bug’s Life. Đây là chuyện thường thấy đối với các tác phẩm "cùng lò".
Toy Story 2 cũng giành được thành công rực rỡ không kém gì phần đầu. Tác phẩm được đề cử một giải Oscar cho Ca khúc trong phim hay nhất và giành một Quả Cầu Vàng năm 1999 cho Bộ phim hay nhất. Chiến thắng này một lần nữa khẳng định tên tuổi của Pixar, một hãng nổi tiếng trong lĩnh vực sản xuất hoạt hình 3D.

## Lồng tiếng
- Tom Hanks as Woody
- Tim Allen as Buzz Lightyear/New Buzz
- Joan Cusack as Jessie
- Kelsey Grammer as Stinky Pete
- Don Rickles as Mr. Potato Head
- Jim Varney as Slinky Dog
- Wallace Shawn as Rex
- John Ratzenberger as Hamm
- Annie Potts as Bo Peep
- Wayne Knight as Al McWhiggin
- John Morris as Andy
- Laurie Metcalf as Andy's Mom
- Estelle Harris as Mrs. Potato Head
- R. Lee Ermey as Sarge
- Jodi Benson as Tour Guide Barbie
- Jonathan Harris as Geri the Cleaner
- Joe Ranft as Wheezy
- Andrew Stanton as Emperor Zurg
- Jeff Pidgeon as Squeeze Toy Aliens

## Đoàn làm phim
- Directed by John Lasseter
- Co-Directed by Lee Unkrich và Ash Brannon
- Produced by Helene Plotkin and Karen Robert Jackson
- Executive Producer Sarah McArthur
- Story by Pete Docter, Andrew Stanton, John Lasseter và Ash Brannon
- Screenplay by Andrew Stanton, Rita Hsiao, Doug Chamberlain and Chris Webb
- Music by Randy Newman
- Story Supervisors Dan Jeup and Joe Ranft
- Edited by Lee Unkrich, Edie Bleiman and David Ian Salter
- Sound Designer Gary Rydstrom